# BLUE VICES
「BLUE VICES」（ブルー・ヴァイシーズ）は、1988年12月にリリースされたDEAD ENDの通算1枚目のシングルである。発売元はVictor。

## 解説
DEAD END初のシングル作品。アルバム『shámbara』までのヘヴィ・メタルな曲調から、『ZERO』でのオカルティックな曲調への過渡期における作品である。
オリジナルアルバムには未収録で、1997年にリリースされたベスト盤『ALL IN ONE』に初収録となった（タイトル曲のみ）。その後、2005年のベスト盤『∞ (infinity)』にタイトル曲が収録されたほか、2009年にオリジナルアルバム『shámbara』の再発盤としてリリースされた『shámbara +2』には2曲とも収録された。

## 収録曲
1. BLUE VICES （4分55秒）
  - 作詞:MORRIE／作曲:YOU・岡野ハジメ／編曲:DEAD END・岡野ハジメ
2. WIRE DANCER （4分13秒）
  - 作詞:MORRIE／作曲:YOU／編曲:DEAD END